# Thống đốc Các khu định cư Eo biển

Cờ Thống đốc các khu định cư Eo biển (1867–1946)

Thống đốc Các khu định cư Eo biển cai trị các khu định cư eo biển. Những người đàn ông giữ vị trí này cai quản Định cư Eo biển từ năm 1826 đến năm 1946, thay mặt cho Công ty Đông Ấn Anh (cho đến năm 1858), Văn phòng Ấn Độ (cho đến năm 1867) và Văn phòng Thuộc địa (cho đến năm 1946).
Khi không có thống đốc, thư ký trưởng ngay lập tức trở thành thống đốc diễn xuất của Định cư Eo biển. Các thư ký trưởng được lịch sử rút ra từ Văn phòng Thuộc địa hoặc quân đội Anh.
| # | Quân chủ         | Tên (Sinh–Mất)                                                                             | Nhiệm kỳ             | Nhiệm kỳ             | Nhiệm kỳ           | Quân chủ  |
| # | Quân chủ         | Tên (Sinh–Mất)                                                                             | Bắt đầu              | Kết thúc             | Số lượng ngày      | Quân chủ  |
| --- | ---------------- | ------------------------------------------------------------------------------------------ | -------------------- | -------------------- | ------------------ | --------- |
| 1 |                  | Robert Fullerton(1773–1831)                                                                | 27 tháng 11 năm 1826 | 12 tháng 11 năm 1830 | 3 năm, 11 tháng    | George IV |
| 1 | William IV       | Robert Fullerton(1773–1831)                                                                | 27 tháng 11 năm 1826 | 12 tháng 11 năm 1830 | 3 năm, 11 tháng    |           |
| 2 |                  | Robert Ibbetson(1789–1880)                                                                 | 12 tháng 11 năm 1830 | 7 tháng 12 năm 1833  | 3 năm, 25 ngày     |           |
| 3 |                  | Kenneth Murchison(1794–1854)                                                               | 7 tháng 12 năm 1833  | 17 tháng 11 năm 1836 | 2 năm, 11 tháng    |           |
| 4 |                  | Sir Samuel George Bonham(1803–1863)                                                        | 18 tháng 11 năm 1836 | tháng 1 năm 1843     | ~ 6 năm, 1 tháng   |           |
| 4 | Victoria của Anh | Sir Samuel George Bonham(1803–1863)                                                        | 18 tháng 11 năm 1836 | tháng 1 năm 1843     | ~ 6 năm, 1 tháng   |           |
| Cai trị trực tiếp từ Công ty Đông Ấn AnhTừ tháng 1 năm đến tháng 8 năm 1843.                                                        |                  |                                                                                            |                      |                      |                    |           |
| 5 |                  | Major General William John Butterworth (1801–1856)                                         | tháng 8 năm 1843     | 21 tháng 3 năm 1855  | ~ 11 năm, 9 tháng  |           |
| 6 |                  | Edmund tháng 8 nămus Blundell(1804–1868)                                                   | 21 tháng 3 năm 1855  | 6 tháng 8 năm 1859   | 4 năm, 4 tháng     |           |
| 1858: Công ty Đông Ấn và Ban kiểm soát được thay thế bởi Văn phòng Ấn Độ và Hội đồng Ấn Độ trong Đạo luật Chính phủ Ấn Độ năm 1858. |                  |                                                                                            |                      |                      |                    |           |
| 7 |                  | Major General Sir William Orfeur Cavenagh (1820–1891)                                      | 6 tháng 8 năm 1859   | 16 tháng 3 năm 1867  | 7 năm, 7 tháng     |           |
| 1 tháng 4 năm 1867: Kiểm soát được chuyển từ Bengal đến Văn phòng Thuộc địa ở Luân Đôn và Định cư trở thành thuộc địa hải ngoại.    |                  |                                                                                            |                      |                      |                    |           |
| 8 |                  | Major General Sir Harry St. George Ord (1819–1885)                                         | 16 tháng 3 năm 1867  | 4 tháng 3 năm 1871   | 3 năm, 11 tháng    |           |
| – |                  | Major General Edward Archibald Harbord Anson (1826–1925) (Quyền thống đốc định cư eo biển) | 4 tháng 3 năm 1871   | 22 tháng 3 năm 1872  | 1 năm và 18 ngày   |           |
| 8 |                  | Major General Sir Harry St. George Ord (1819–1885)                                         | 22 tháng 3 năm 1872  | 3 tháng 11 năm 1873  | 1 năm, 7 tháng     |           |
| – |                  | Major General Edward Archibald Harbord Anson (1826–1925) (Quyền thống đốc định cư eo biển) | 3 tháng 11 năm 1873  | 4 tháng 11 năm 1873  | 1 day              |           |
| 9 |                  | Sir Andrew Clarke (1824–1902)                                                              | 4 tháng 11 năm 1873  | 8 tháng 5 năm 1875   | 1 năm, 6 tháng     |           |
| 10 |                  | Sir William Jervois (1821–1897)                                                            | 8 tháng 5 năm 1875   | 3 tháng 4 năm 1877   | 1 năm, 10 tháng    |           |
| – |                  | Major General Edward Archibald Harbord Anson (1826–1925) (Quyền thống đốc định cư eo biển) | 3 tháng 4 năm 1877   | tháng 8 năm 1877     | ~ 4 tháng          |           |
| 11 |                  | Sir William Cleaver Francis Robinson (1834–1897)                                           | tháng 8 năm 1877     | 10 tháng 2 năm 1879  | ~ 1 năm, 5 tháng   |           |
| – |                  | Major General Edward Archibald Harbord Anson (1826–1925) (Quyền thống đốc định cư eo biển) | 10 tháng 2 năm 1879  | 16 tháng 5 năm 1880  | 1 năm, 3 tháng     |           |
| 12 |                  | Sir Frederick Weld (1823–1891)                                                             | 16 tháng 5 năm 1880  | 17 tháng 10 năm 1887 | 7 năm, 5 tháng     |           |
| 13 |                  | Sir Cecil Clementi Smith (1840–1916)                                                       | 17 tháng 10 năm 1887 | 30 tháng 8 năm 1893  | 5 năm, 10 tháng    |           |
| – |                  | William Edward Maxwell(1846–1897)(Quyền thống đốc định cư eo biển)                         | 30 tháng 8 năm 1893  | 1 tháng 2 năm 1894   | 5 tháng và 2 ngày  |           |
| 14 |                  | Sir Charles Mitchell (1836–1899) (Died while in office)                                    | 1 tháng 2 năm 1894   | 7 tháng 12 năm 1899  | 5 năm, 10 tháng    |           |
| – |                  | James Alexander Swettenham(1846–1933)(Quyền thống đốc định cư eo biển)                     | 7 tháng 12 năm 1899  | 5 tháng 11 năm 1901  | 1 năm, 10 tháng    |           |
| – | Edward VII       | James Alexander Swettenham(1846–1933)(Quyền thống đốc định cư eo biển)                     | 7 tháng 12 năm 1899  | 5 tháng 11 năm 1901  | 1 năm, 10 tháng    |           |
| 15 |                  | Sir Frank Swettenham (1850–1946)                                                           | 5 tháng 11 năm 1901  | 16 tháng 4 năm 1904  | 2 năm, 5 tháng     |           |
| 16 |                  | Sir John Anderson (1858–1918)                                                              | 16 tháng 4 năm 1904  | 2 tháng 9 năm 1911   | 7 năm, 4 tháng     |           |
| 16 | George V         | Sir John Anderson (1858–1918)                                                              | 16 tháng 4 năm 1904  | 2 tháng 9 năm 1911   | 7 năm, 4 tháng     |           |
| 17 |                  | Sir Arthur Young (1854–1938)                                                               | 2 tháng 9 năm 1911   | 17 tháng 2 năm 1920  | 8 năm, 5 tháng     |           |
| 18 |                  | Sir Laurence Guillemard (1862–1951)                                                        | 17 tháng 2 năm 1920  | 3 tháng 6 năm 1927   | 7 năm, 3 tháng     |           |
| 19 |                  | Sir Hugh Clifford (1866–1941)                                                              | 3 tháng 6 năm 1927   | 21 tháng 10 năm 1929 | 2 năm, 4 tháng     |           |
| – |                  | Sir John Scott (1878 – 1946) (Quyền thống đốc định cư eo biển)                             | 21 tháng 10 năm 1929 | 5 tháng 2 năm 1930   | 3 tháng và 15 ngày |           |
| 20 |                  | Sir Cecil Clementi (1875–1947)                                                             | 5 tháng 2 năm 1930   | 17 tháng 2 năm 1934  | 4 năm và 12 ngày   |           |
| – |                  | Sir Andrew Caldecott (1884–1951) (Quyền thống đốc định cư eo biển)                         | 17 tháng 2 năm 1934  | 9 tháng 11 năm 1934  | 8 tháng và 23 ngày |           |
| 21 |                  | Sir Shenton Thomas (1879–1962)                                                             | 9 tháng 11 năm 1934  | 15 tháng 2 năm 1942  | 7 năm, 3 tháng     |           |
| 21 | Edward VIII      | Sir Shenton Thomas (1879–1962)                                                             | 9 tháng 11 năm 1934  | 15 tháng 2 năm 1942  | 7 năm, 3 tháng     |           |
| 21 | George VI        | Sir Shenton Thomas (1879–1962)                                                             | 9 tháng 11 năm 1934  | 15 tháng 2 năm 1942  | 7 năm, 3 tháng     |           |
| Singapore thuộc Nhật Từ 15 tháng 2 năm 1942 đến 12 tháng 9 năm 1945.                                                                |                  |                                                                                            |                      |                      |                    |           |